# إيفارو
إيفارو هو فيلم جريمة إثارة هندي باللغة التيلوغوية من إخراج فينكات رامجي وبطولة أديفي شيش، ريغينا كاساندرا، نافين شاندرا ومورلي شارما. صدر الفيلم في 15 أغسطس 2019. وهو من إنتاج شركة وارنر برذرز بيكتشرز، وهو إعادة لتجسيد الفيلم الإسباني الضيف الخفي المنتج سنة 2017.

## روابط خارجية
إيفارو على موقع IMDb (الإنجليزية)
- إيفارو على موقع روتن توميتوز (الإنجليزية)
- إيفارو على موقع قاعدة بيانات الفيلم (الإنجليزية)
- إيفارو على موقع ليتربوكسد (الإنجليزية)